# Sequeiros (Amares)
Sequeiros is een plaats (freguesia) in de Portugese gemeente Amares en telt 273 inwoners (2001).

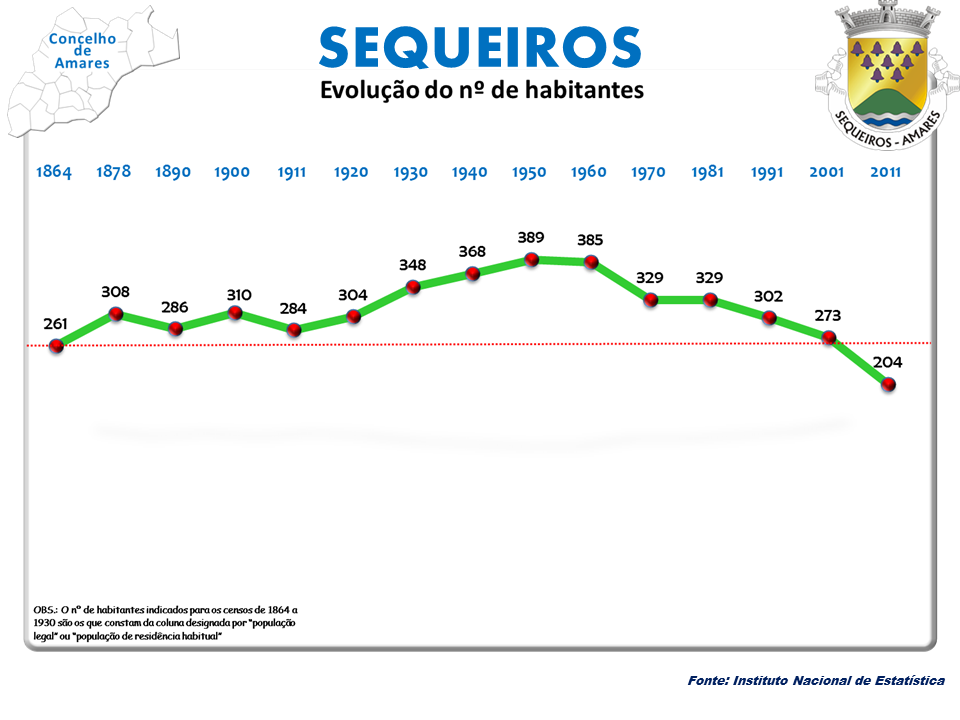
Bevolkingsontwikkeling tussen 1864 en 2011